# Szehemkaré
A Szehemkaré egyben V. Amenemhat uralkodói neve is.
Szehemkaré (sḫm-k3-rˁ, „Ré lelke erős/hatalmas”) ókori egyiptomi vezír volt az V. dinasztia idején, Uszerkaf és Szahuré fáraók alatt.
A IV. dinasztia egyik fáraója, Hafré fáraó és Hekenuhedzset királyné fia. A következő dinasztia uralkodásának elején töltötte be a vezíri pozíciót. Sírjában, melyből szülei neve kiderül, több fiát is említik: ifj. Szehemkaré, Horhaf, Hafré-anh és Hafré-bab mind viselték „a király ismerőse” címet.

## Sírja
Szehemkaré sírja a gízai nekropoliszban található G 8154 (= LG 89) masztabasír. Fivére, Nikauré sírjától délnyugatra található, Niuszerré és Nianhré sírjától, valamint I. Hentkauesz királyné sírkomplexumátók északnyugatra, Hafré piramisától délkeletre.
A bejárat ajtófélfáin Szehemkaré címei: „ király vér szerinti fia, az örökös herceg, nemesember, tanácsadó, Alsó-Egyiptom királyának pecsétőre, apja fő felolvasópapja, az egyetlen társ, a Reggel Házának titkára, Duau isten segítője, apjának titkára”. Más jelenetekben további címei is szerepelnek: főbíró, vezír és a palota elöljárója. Az egyik helyiségben egy felirat feljegyzi, hogy pályafutása során öt egymást követő királyt szolgált:
- dicsőítik apja, a király, a Nagy Isten, Felső- és Alsó-Egyiptom királya, Hafré előtt
- Felső- és Alsó-Egyiptom királya, Menkauré előtt
- Felső- és Alsó-Egyiptom királya, Sepszeszkaf előtt
- Felső- és Alsó-Egyiptom királya, Uszerkaf előtt
- Felső- és Alsó-Egyiptom királya, Szahuré előtt

## Fordítás
- Ez a szócikk részben vagy egészben  a   Sekhemkare (vizier) című angol Wikipédia-szócikk ezen változatának fordításán alapul.  Az eredeti cikk szerkesztőit annak laptörténete sorolja fel. Ez a jelzés csupán a megfogalmazás eredetét és a szerzői jogokat jelzi, nem szolgál a cikkben szereplő információk forrásmegjelöléseként.